# Hyoseris scabra
Hyoseris scabra és una espècie de planta herbàcia de la família Asteraceae.
És una espècie anual amb les fulles reunides en una roseta bassal. Les fulles són allargades i molt dividides en lòbuls triangulars, un d'ells terminal. Els capítols estan sobre un peduncle que normalment està aplicat a terra, rígid i poc més llarg que les fulles, típicament s'infla davall del capítol. La diferenciem d'Hyoseris radiata en que aquesta té les fulles molt més grans, els peduncles generalment erectes i no s'infla davall del capítol.
Es distribueix per la conca mediterrània, citada a Alacant, Castelló, Girona, Illes Balears, Tarragona i València. Creix a pradells terofítics calcícoles.